# Reflektor neutronów

Wpływ reflektora na gęstość neutronów w rdzeniu reaktora jądrowego

Reflektor neutronów – materiał o własnościach powodujących odrzucenie neutronów powstających w reaktorze jądrowym i skierowanie ich z powrotem w kierunku rdzenia reaktora. 
Reflektor poprawia bilans neutronów w rdzeniu, a w konsekwencji umożliwia zmniejszenie masy krytycznej materiału rozszczepialnego i wymiarów reaktora. Poprawia się także rozkład neutronów w rdzeniu. 
Wprowadzenie reflektora berylowego w reaktorze EWA pozwoliło na zwiększenie mocy z 4 do 10 MW.
Najczęstsze reflektory neutronów:
- beryl, tlenek berylu
- ciężka woda
- grafit
- woda